# Kumbaladalu, Madikeri
Kumbaladalu là một làng thuộc tehsil Madikeri, huyện Kodagu, bang Karnataka, Ấn Độ.